# Calliodes
Calliodes is een geslacht van vlinders van de familie spinneruilen (Erebidae).

## Soorten
- C. appollina Guenée, 1852
- C. barnsi Prout A. E., 1924
- C. pretiosissima Holland, 1892